# Magyarország az 1986-os junior atlétikai világbajnokságon
Magyarország a görögországi Athénban megrendezett 1986-os junior atlétikai világbajnokság egyik részt vevő nemzete volt, 19 sportolóval képviseltette magát.

## Eredmények

### Férfi
| Versenyző     | Versenyszám     | Előfutam | Előfutam | Elődöntő | Elődöntő | Döntő    | Döntő    |
| Versenyző     | Versenyszám     | Idő      | Hely.    | Idő      | Hely.    | Idő      | Helyezés |
| ------------- | --------------- | -------- | -------- | -------- | -------- | -------- | -------- |
| Molnár Tamás  | 200 m           | 22,45    | 7.       | kiesett  | kiesett  | kiesett  | kiesett  |
| Molnár Tamás  | 400 m           | 47,17    | 4.       | 46,96    | 5.       | kiesett  | kiesett  |
| Martina Tibor | 400 m           | 47,49    | 2.       | 47,11    | 5.       | kiesett  | kiesett  |
| Bágyi Róbert  | 400 m gát       | 51,62    | 3.       | 51,23    | 5.       | kiesett  | kiesett  |
| Káldy Zoltán  | 10 000 m        |          |          |          |          | 30:34,59 | 12.      |
| Barcza Sándor | 10 000 m        |          |          |          |          | 31:06,08 | 17.      |
| Barcza Sándor | 20 km           |          |          |          |          | 1:07,42  | 13.      |
| Kovács József | 20 km           |          |          |          |          | 1:06,26  | 10.      |
| Kovács Csaba  | 10 km gyaloglás |          |          |          |          | 45:40,52 | 24.      |

| Versenyző       | Versenyszám   | Selejtező                | Selejtező                | Döntő    | Döntő    |
| Versenyző       | Versenyszám   | Eredmény                 | Hely.                    | Eredmény | Helyezés |
| --------------- | ------------- | ------------------------ | ------------------------ | -------- | -------- |
| Bagyula István  | Rúdugrás      | nincs érvényes kísérlete | nincs érvényes kísérlete | kiesett  | kiesett  |
| Szekeres Attila | Távolugrás    | 7,30 m                   | 11.                      | kiesett  | kiesett  |
| Kóczián Jenő    | Súlylökés     | 16,51 m                  | 3.                       | 17,64 m  | 4.       |
| Horváth Attila  | Diszkoszvetés | 57,18 m                  | 1.                       | 58,04 m  | 5.       |

| Versenyző    | Versenyszám | 100 m | Távolugrás | Súlylökés | Magasugrás | 400 m | 110 m gát | Diszkoszvetés | Rúdugrás | Gerelyhajítás | 1500 m  | Végeredmény | Végeredmény |
| Versenyző    | Versenyszám | Idő   | Eredmény   | Eredmény  | Eredmény   | Idő   | Idő       | Eredmény      | Eredmény | Eredmény      | Idő     | Pont        | Helyezés    |
| ------------ | ----------- | ----- | ---------- | --------- | ---------- | ----- | --------- | ------------- | -------- | ------------- | ------- | ----------- | ----------- |
| Szabó Dezső  | Tízpróba    | 11,46 | 7,06 m     | 12,13 m   | 1,91 m     | 49,62 | 15,77     | 32,74 m       | 4,80 m   | 49,16 m       | 4:28,51 | 7215        | 8.          |
| Fábián Csaba | Tízpróba    | 11,45 | 7,10 m     | 11,55 m   | 1,91 m     | 50,19 | 15,15     | 35,28 m       | 3,80 m   | 49,80 m       | 4:29,19 | 7007        | 14.         |

### Női
| Versenyző                                            | Versenyszám | Előfutam | Előfutam | Elődöntő | Elődöntő | Döntő   | Döntő    |
| Versenyző                                            | Versenyszám | Idő      | Hely.    | Idő      | Hely.    | Idő     | Helyezés |
| ---------------------------------------------------- | ----------- | -------- | -------- | -------- | -------- | ------- | -------- |
| Mádai Mónika                                         | 200 m       | 24,78    | 4.       | 24,69    | 8.       | kiesett | kiesett  |
| Bátori Noémi                                         | 400 m       | 54,92    | 4.       | 55,17    | 7.       | kiesett | kiesett  |
| Kovács Tímea                                         | 400 m       | 55,97    | 3.       | 57,31    | 8.       | kiesett | kiesett  |
| Mádai Mónika Bátori Noémi Kovács Tímea Kóczián Judit | 4 × 400 m   | 3:40,99  | 3.       |          |          | 3:40,62 | 6.       |

| Versenyző     | Versenyszám | Selejtező | Selejtező | Döntő    | Döntő    |
| Versenyző     | Versenyszám | Eredmény  | Hely.     | Eredmény | Helyezés |
| ------------- | ----------- | --------- | --------- | -------- | -------- |
| Kovács Judit  | Magasugrás  | 1,74 m    | 9.        | kiesett  | kiesett  |
| Csapó Katalin | Távolugrás  | 5,97 m    | 3.        | 5,83 m   | 12.      |